# Paracadute

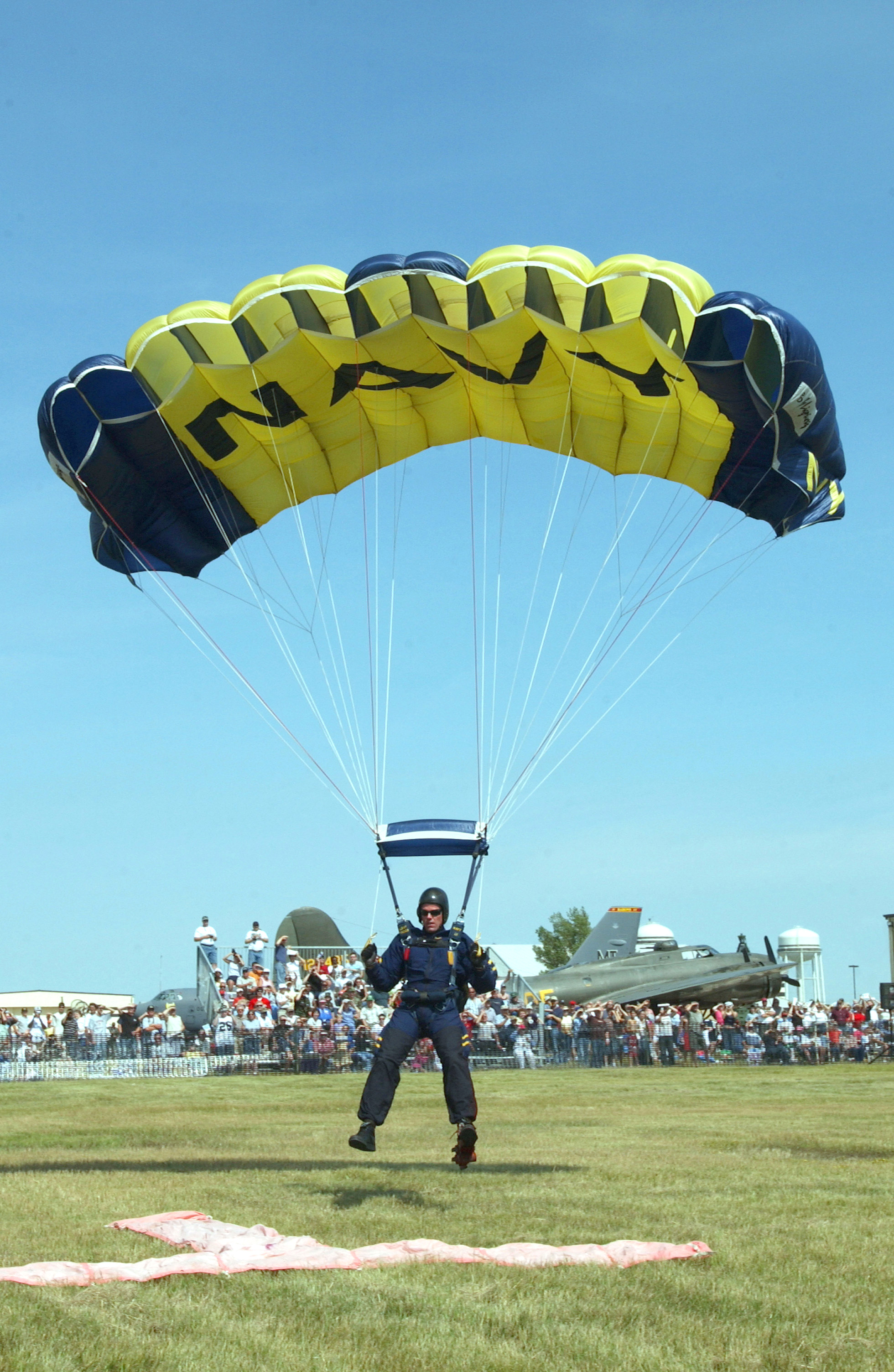
Paracadute ad ala

Il paracadute è un'attrezzatura costruita con vari tipi di stoffe o materiali sintetici che, assicurata mediante apposite cinghie e imbracature a un corpo umano o a un oggetto, permette la libera caduta controllata, sicura e senza danni anche da grandi altezze.
La pratica del lancio con paracadute si definisce paracadutismo, mentre chi fa uso di tale strumento viene detto paracadutista.

## Storia
La prima descrizione di uno strumento in grado di attutire le cadute e molto simile a un paracadute moderno è degli anni immediatamente successivi al 1470: il disegno, di autore anonimo e provenienza italiana, è conservato alla British Library di Londra e mostra un uomo appeso a un piccolo paracadute di forma conica.
Di pochi anni dopo, presumibilmente del 1485, è il celebre disegno di Leonardo da Vinci conservato nel Codice Atlantico che mostra un paracadute a forma di piramide realizzato con tessuto di lino inamidato per aumentarne la rigidità. Nella nota autografa che accompagna il disegno, Leonardo scrive che mediante il suo paracadute "ognuno si potrà gettare da qualsiasi altezza senza alcun rischio". Il progetto del da Vinci, riproposto un secolo dopo dal dalmata veneziano Fausto Veranzio con un disegno dell'homo volans, non venne con ogni probabilità mai realizzato dal suo autore o, in ogni modo, non se ne trova traccia nelle cronache dell'epoca.
Tra i primi tentativi sperimentali di utilizzo di un paracadute si possono citare il francese Louis-Sébastien Lenormand che nel dicembre 1783 si lanciò con un paracadute dal telaio rigido dall'osservatorio di Montpellier di fronte a una folla di spettatori in cui era presente anche Joseph Michel Montgolfier: tuttavia Lenormand intendeva l'utilizzo di un paracadute come strumento di salvataggio per persone intrappolate in edifici in fiamme. Qualche anno dopo fu invece il francese André-Jacques Garnerin a concepire per primo un paracadute di seta e senza intelaiatura di legno che fosse adatto al lancio da un oggetto in volo: Garnerin si lanciò nel 1797 da una mongolfiera al cui cesto applicò la sua invenzione con la quale si lanciò da circa 900 metri. Garnerin è considerato, perciò, l'inventore del paracadute con calotta emisferica.
Nel 1911 Gleb Kotelnikov, un militare russo, inventò un paracadute a zaino che poteva essere aperto sia a mano sia con fune vincolata. Nel 1912 in Francia Kotelnikov brevettò la sua invenzione.
Franz Reichelt, noto come il "sarto volante", nonostante il parere di molti che sconsigliavano una simile impresa, il 4 febbraio 1912 si lanciò dalla Torre Eiffel con un vestito di sua invenzione che avrebbe dovuto rallentarne la caduta. Morì schiantandosi a terra.
Il primo lancio da un aereo in volo avvenne nel 1912 quando, utilizzando tecniche ormai perfezionate, il capitano A. Berry si lanciò presso Saint Louis (USA).
Otto Heinecke progettò un paracadute che il servizio aereo tedesco introdusse nel 1918, diventando il primo servizio aereo al mondo a introdurre un paracadute standard. Il modello di Heinecke è stato prodotto dalla società Schroeder di Berlino. Il primo utilizzo con successo di questo paracadute fu da parte del tenente Helmut Steinbrecher della Jagdstaffel 46 che si lanciò il 27 giugno 1918 dal suo aereo da caccia colpito, che così divenne il primo pilota nella storia a farlo con successo. Sebbene molti piloti siano stati salvati dal progetto di Heinecke, la sua efficacia era relativamente scarsa. Dei primi 70 aviatori tedeschi a lanciarsi, circa un terzo morì.
Nel 1926 fu ideato il paracadute Salvator per opera del tenente colonnello italiano Prospero Freri. Negli anni venti e trenta numerosi studi ed esperienze portarono a realizzare paracadute efficaci e sicuri, tanto che durante la seconda guerra mondiale il paracadute fu utilizzato non solo come sistema di salvataggio, ma anche per il lancio di reparti militari in zona di combattimento.
Negli anni cinquanta nacque il paracadutismo sportivo e nel 1963 fu realizzato il primo paracadute ad ala Parafoil dallo statunitense Domina Jalbert, che aveva applicato e migliorato le teorie di Francis Rogallo. Tale tipo di paracadute, in seguito perfezionato, venne giudicato particolarmente adatto all'attività sportiva.

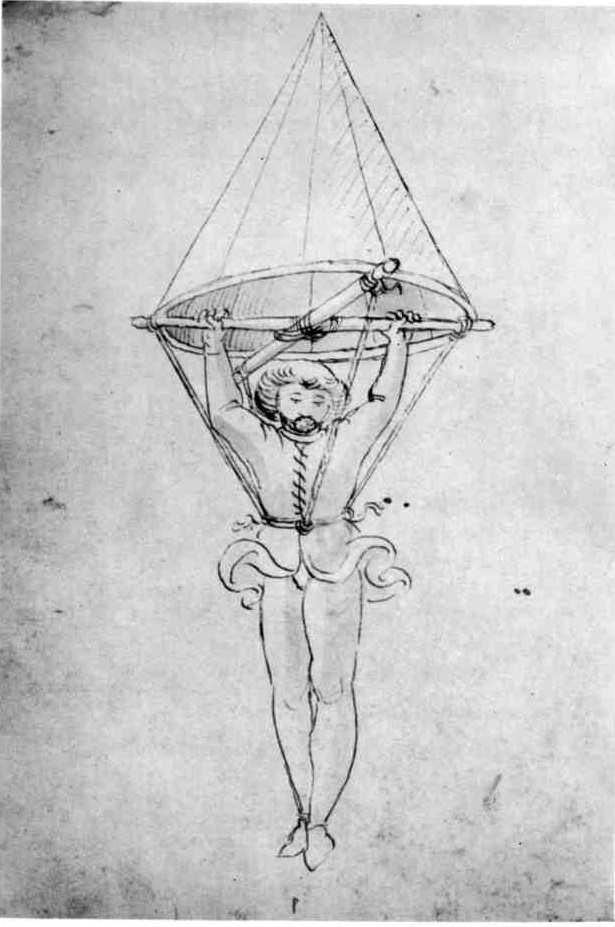
Il paracadute conico di un anonimo italiano degli anni 1470
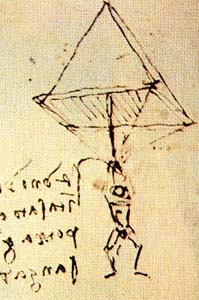
Progetto di Leonardo
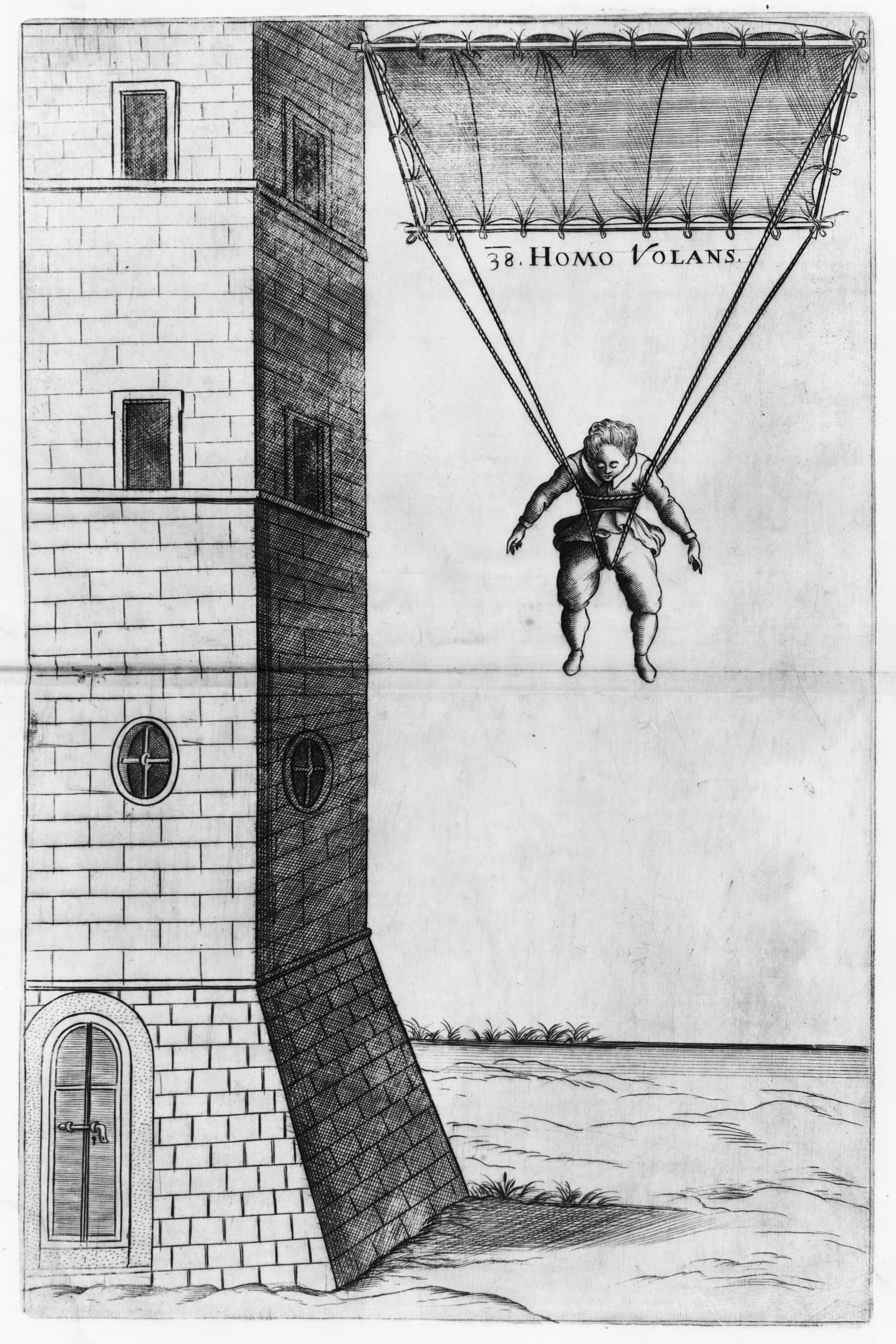
L'homo volans di Fausto Veranzio (XVII secolo)
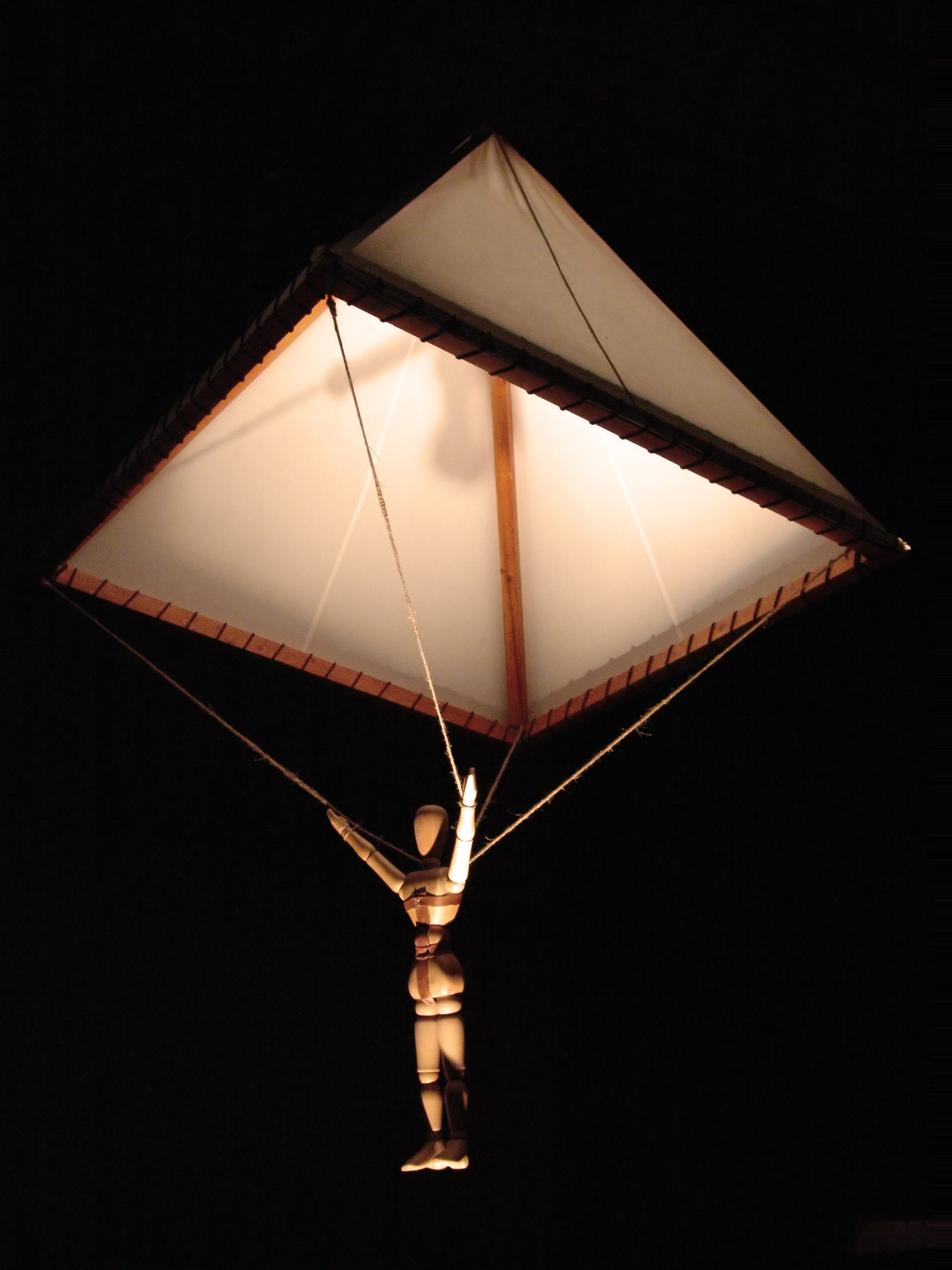
Prototipo del paracadute di Leonardo
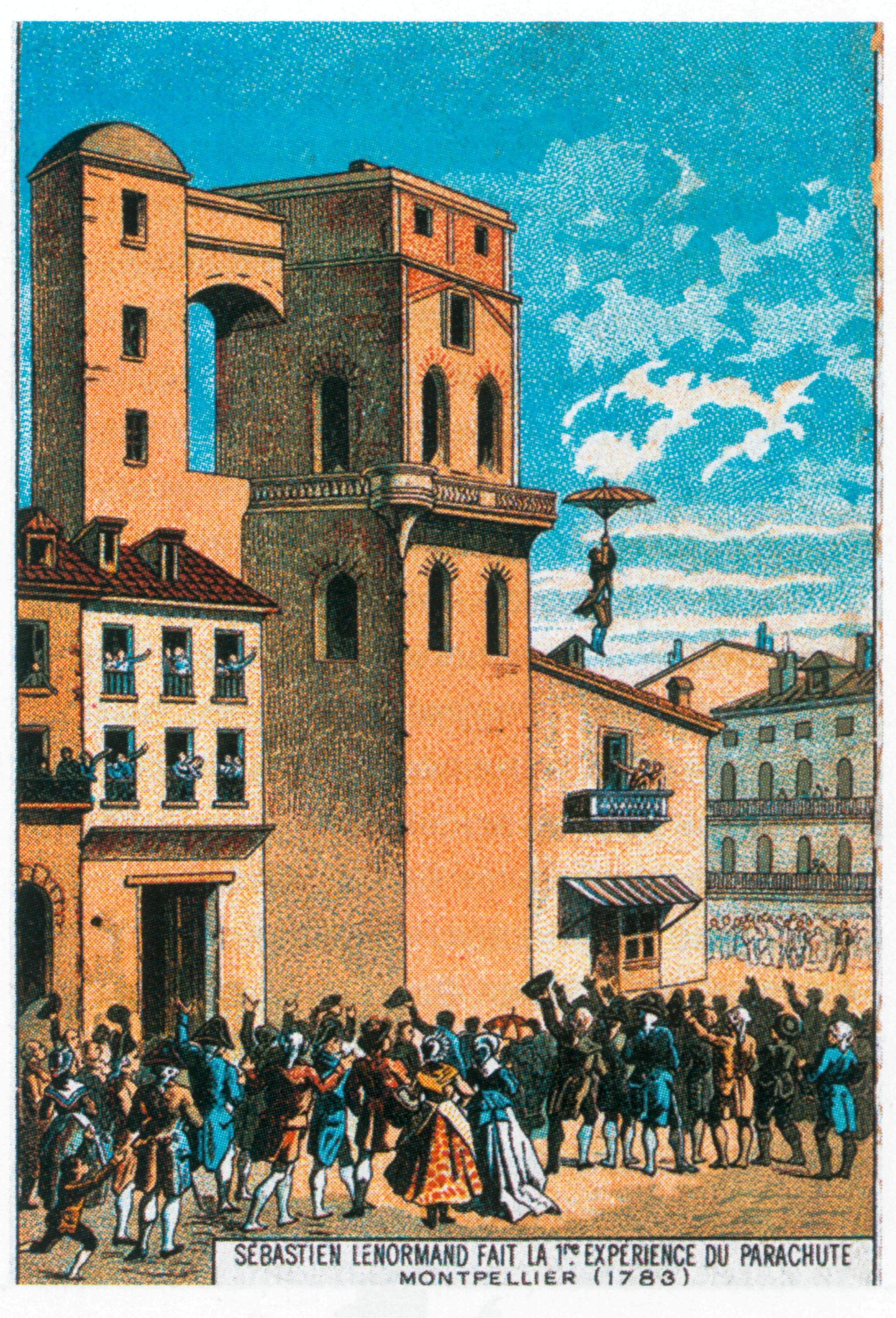
Louis-Sébastien Lenormand si lancia dall'osservatorio di Montpellier nel 1783
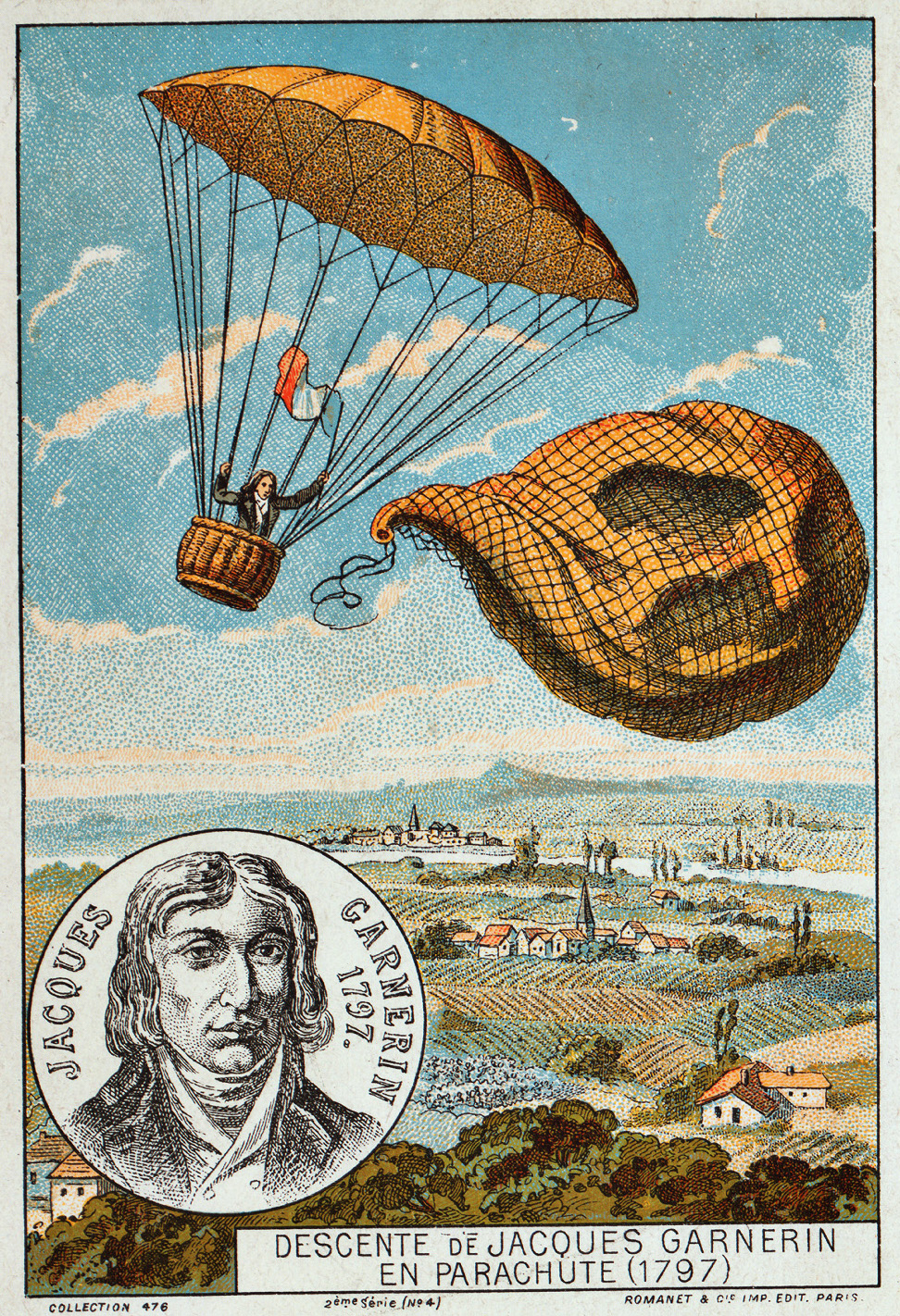
André-Jacques Garnerin si lancia da una mongolfiera nel 1797

## Descrizione e funzionamento
Più tecnicamente il paracadute è un deceleratore aerodinamico in grado di imprimere, a un corpo sottoposto a caduta libera nell'atmosfera, alla velocità di regime una forza contraria all'attrazione gravitazionale, rallentandone dunque la discesa verso il suolo, attraverso una resistenza aerodinamica nel fluido aeriforme atmosferico.
Il paracadute è dunque una resistenza aerodinamica in grado di opporsi alla velocità di regime all'attrazione gravitazionale al punto da far raggiungere al corpo in caduta libera una velocità costante secondo l'equazione:
{\displaystyle F=K*v^{2}=m*g}
ovvero:
{\displaystyle v={\sqrt {m*g/K}}}
dove K è una costante di attrito aerodinamico dipendente dalla densità del mezzo ovvero l'aria atmosferica e dalla superficie del paracadute. Poiché la densità del mezzo atmosferico aumenta procedendo verso il suolo in maniera esponenziale per effetto dell'aumento della pressione atmosferica, aumenta dunque anche la resistenza aerodinamica del paracadute stesso e il moto di caduta è di tipo decelerato con decelerazione non uniforme, ma tendente ad aumentare in maniera non lineare fino al suolo.

## Tecnologia

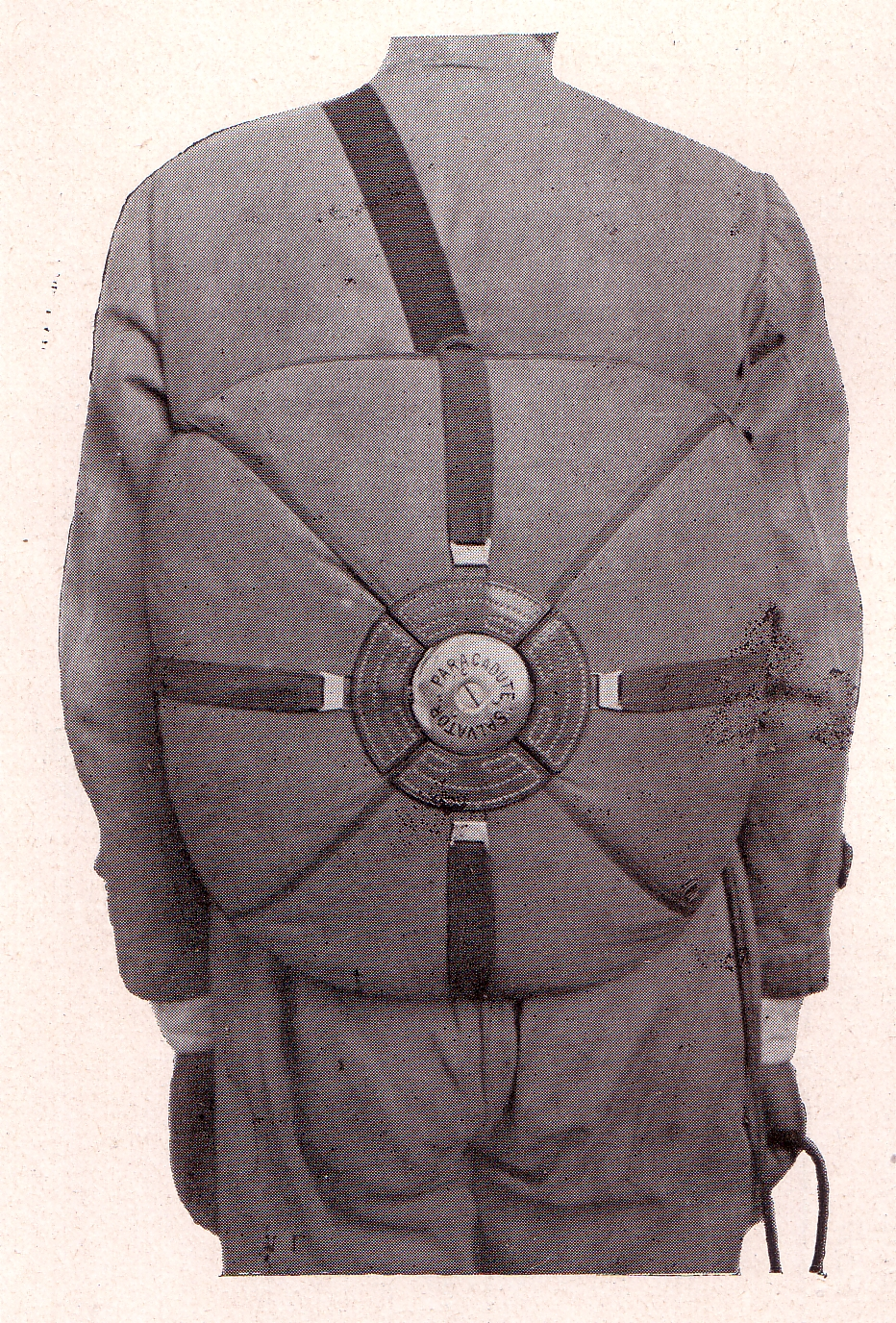
Esempio di paracadute italiano anteguerra

Generalmente un paracadute si compone di una superficie frenante (vela) la quale viene collegata tramite numerose "funicelle", che a loro volta vengono riunite in bretelle, a un'imbracatura atta ad assicurare il corpo o l'oggetto trasportato; il paracadute è completato dalla sacca di contenimento, dal sistema di apertura e dalla presenza eventuale di sistemi di sicurezza, sempre riguardanti il dispositivo di apertura.

### Materiali
Il materiale utilizzato per la costruzione del paracadute e dei suoi componenti quali funi, sacca e imbracatura, è generalmente la poliammide. Dalle origini al periodo post-bellico le vele erano realizzate generalmente in seta, sacche e imbracature in cotone. Il paracadute è anche dotato di un sistema di sicurezza o sgancio rapido chiamato "one shot" che consente di sganciare velocemente le bretelle ed evitare, in caso di forte vento, di essere trascinati dal paracadute dopo l'atterraggio; oppure, quando si atterra in acqua, ci si può sganciare prima dell'impatto con la stessa per evitare che la vela, una volta bagnata, trascini a fondo il paracadutista.

### Tipologia
I paracadute si differenziano principalmente in base alla destinazione d'uso, sia essa umana o materiale, alla forma della vela (che ne determina in buona parte anche la direzionalità) e in base al sistema di apertura di cui sono dotati.

#### Vele

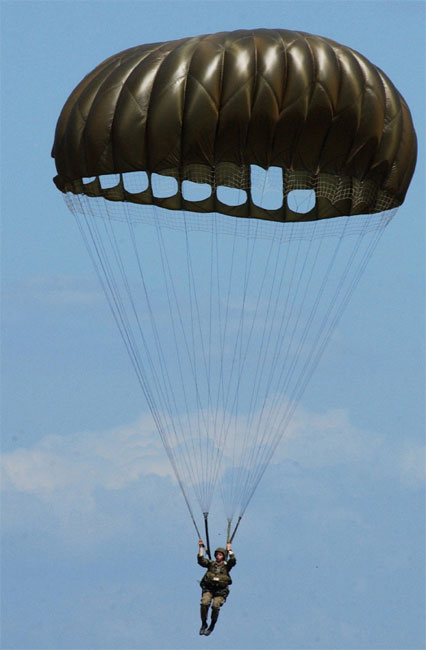
Paracadute con calotta rientrante

A seconda della velatura, si distinguono tre tipi di paracadute:
- paracadute a calotta emisferica
- paracadute a calotta rientrante
- paracadute a profilo alare

Il paracadute a calotta emisferica è di tipo "frenante" e dispone di una manovrabilità nulla o fortemente ridotta; per questi motivi il suo impiego è ristretto all'ambito militare (lanci da bassa quota) o al lancio di materiali. Una sua versione particolare è il cosiddetto paracadute balistico: un paracadute a calotta di grandi dimensioni, assicurato ai velivoli ultraleggeri, che viene espulso mediante un razzo o l'immissione di aria compressa ed è azionabile dal pilota in caso di avaria del velivolo, permettendo un atterraggio di fortuna.
Il paracadute a calotta rientrante (direzionale) è una variante di quello a calotta emisferica. È concettualmente simile a quello a calotta, ma presenta una fune centrale che fa rientrare il vertice della calotta verso il basso. In questo modo l'aria che passa dal foro apicale genera molta portanza, permettendo di realizzare calotte molto più piccole a parità di potere frenante. Date le loro dimensioni ridotte (alcuni modelli possono pesare meno di 1 kg) sono particolarmente usati come paracadute di emergenza nel volo in parapendio, deltaplano e volo libero in generale. Alcuni modelli hanno anche delle aperture che ne consentono un limitato pilotaggio, ma data la loro complessità sono usati prevalentemente in ambito militare.

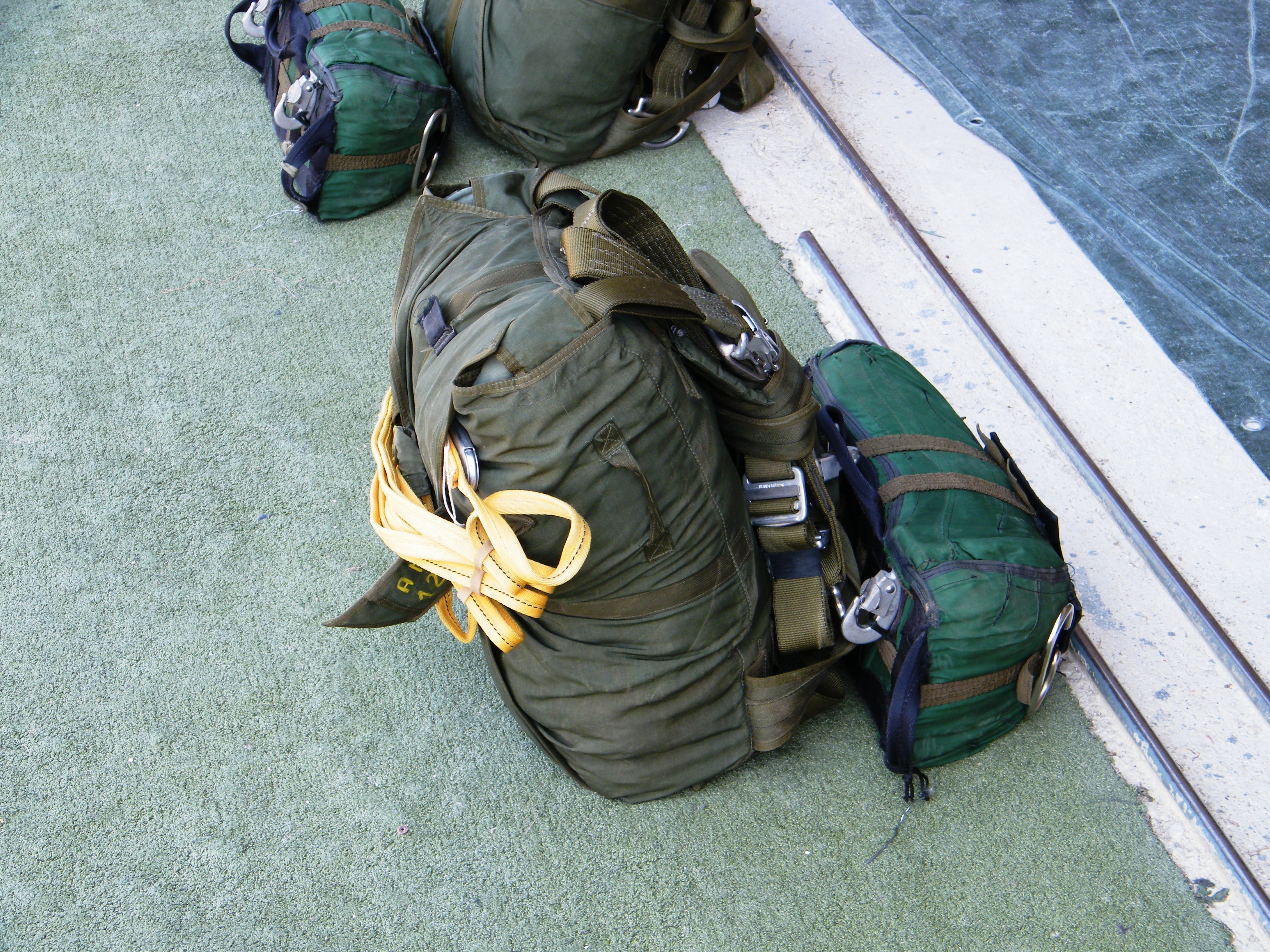
Paracadute con calotta rientrante ripiegato con ben visibile, in giallo, la fune di vincolo. Il sacchetto a destra è il paracadute ausiliario

Il paracadute a profilo alare è di tipo "planante" e per questo permette una notevole manovrabilità, che lo ha fatto preferire nell'impiego ludico o sportivo rispetto a quelli a calotta emisferica e a calotta rientrante.

#### Sistemi di apertura
In base al sistema di apertura troviamo:
- paracadute ad apertura automatica (F.V)
- paracadute ad apertura manuale (comandata)

Il sistema di apertura automatica consiste in un nastro di cotone e nylon antibruciatura, lungo circa 4 m, detto "fune di vincolo" e collegato a un'estremità all'apice della vela tramite un aggancio con nastro a rottura programmata e all'altra a un moschettone da assicurare al vettore dal quale viene effettuato il lancio del paracadutista o del materiale. Al momento del lancio la fune di vincolo estrae il paracadute dalla sacca e se ne separa quando questo viene completamente estratto (rimanendo agganciata al vettore) mentre il flusso dell'aria fa aprire il paracadute. I paracadute militari hanno all'estremità della fune di vincolo una sacca contenitrice dalla quale fuoriesce la velatura con un ciclo d'apertura obbligato per una sicurezza maggiore. Entrambi i tipi di paracadute, sia a calotta emisferica sia a profilo alare, possono essere dotati degli stessi sistemi di apertura (comandata, tramite fune di vincolo, o manuale mediante maniglia o estrattore hand deploy).

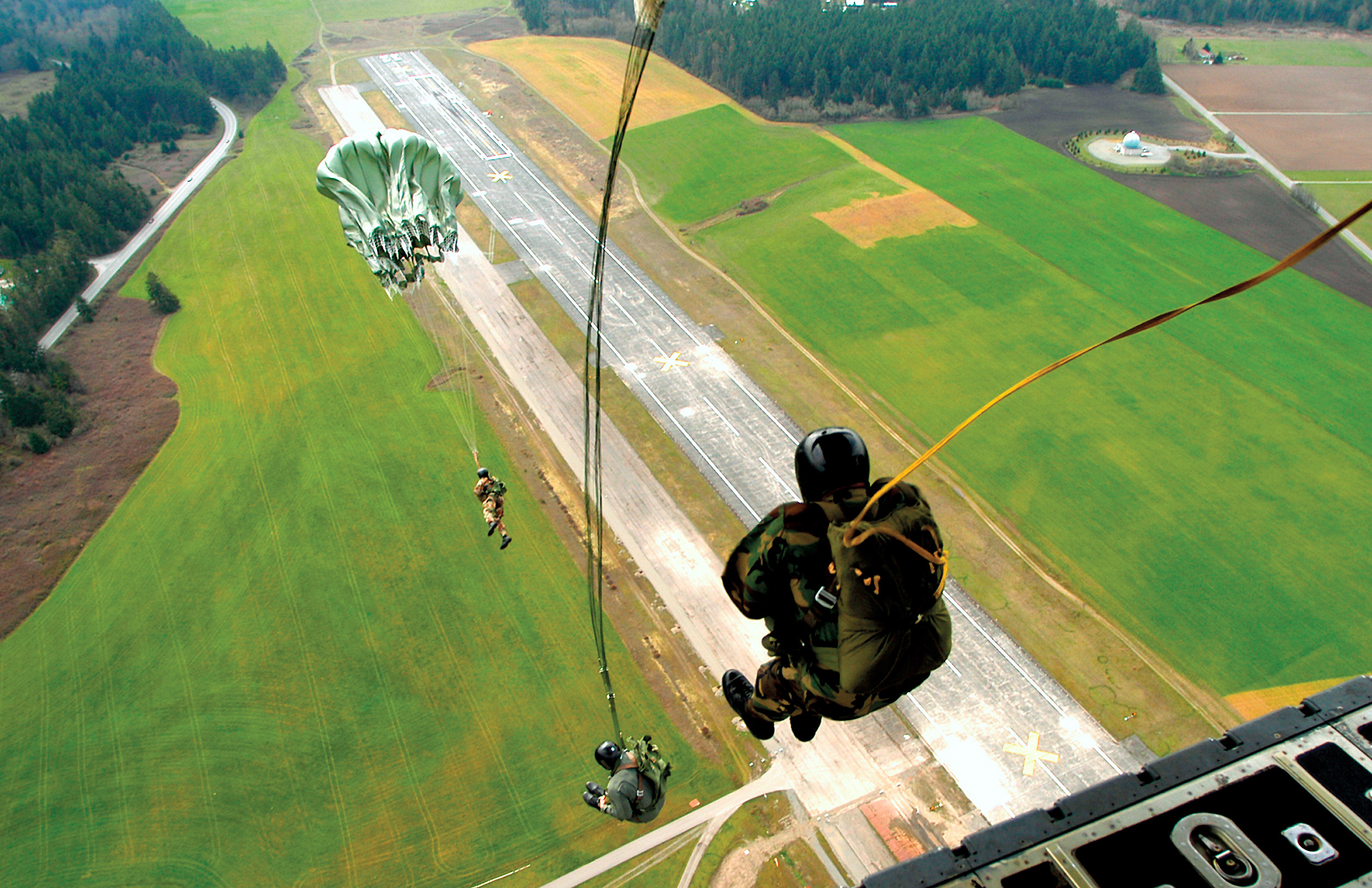
Apertura automatica tramite fune di vincolo

Per l'apertura manuale esistono principalmente due sistemi:
- a maniglia (Spring Deploy), in cui la sacca contenente il paracadute è tenuta chiusa da un fermo collegato tramite un cavetto a una maniglia posizionata o sulla parte frontale destra dell'imbracatura (solitamente nei materiali di qualche anno fa o sui materiali militari) o nella parte laterale inferiore della sacca. Tirando la maniglia la sacca si apre, ne esce un pilotino grazie a una molla contenuta in esso e una volta inseritosi nel flusso d'aria questo estrae la vela del paracadute.
- mediante estrattore Hand Deploy, (Throw Out o Pull Out) in cui, come per il paracadute ad apertura automatica, all'apice della vela è assicurato tramite una fune di lunghezza adeguata (Bridle) un paracadute più piccolo (detto "pilotino") che viene accuratamente ripiegato e riposto all'esterno della sacca, generalmente nella parte inferiore della sacca (Throw Out) o all'interno (Pull Out). Questo viene estratto manualmente ed esposto al flusso d'aria nel momento in cui si deve aprire il paracadute e, grazie al flusso d'aria che lo investe, il nastro va in trazione e libera una spina che consente l'apertura della sacca dorsale ed estrae completamente la sacchetta contenente la vela permettendone poi l'apertura (Valido per il Throw Out). Nel caso di utilizzo di paracadute ad ala di elevate prestazioni (piccoli e veloci, tipo Stiletto o Velocity) si usa un particolare pilotino estrattore di tipo collassabile, che ha la caratteristica di richiudersi automaticamente per evitare di fare da freno aerodinamico.

## Modalità di manovra
La direzionalità del paracadute si ottiene tramite dei comandi a trazione che, modificando la forma o l'inclinazione della vela, permettono di influenzarne la deriva (per i paracadute a calotta) o la planata (per quelli ad ala).

## Sistemi di sicurezza
Tra i sistemi di sicurezza più comuni vanno ricordati il paracadute ausiliario, dotato di meccanismi che ne facilitano l'apertura a bassa velocità, e la capsula vario-barometrica, dispositivo atto ad azionare il meccanismo di apertura nei paracadute ad apertura manuale al raggiungimento di una quota minima di sicurezza nel caso in cui questa venga attraversata a una velocità troppo elevata (segno di mancata o imperfetta apertura del paracadute principale).